# Cacaolat
El Cacaolat és un batut de llet, sucre i cacau fabricat per l'empresa d'origen català Letona, actualment grup Cacaolat, que forma part del grup Damm des del 2021.

## Història
L'elaboració del Cacaolat, igual que la marca, van ser patentades per l'empresari làctic Joan Viader Roger el 4 de desembre del 1931, esdevenint el primer batut de cacau fabricat industrialment a tot el món. La idea va partir del tast d'una beguda artesanal que Joan Viader i el seu pare Marc (propietari de la granja Viader de Cardedeu i gerent de la societat anònima Letona) varen fer a Budapest (Hongria). Aquesta invenció també va servir per a aprofitar la llet desnatada, coneguda com a «xerigot», la qual en aquella època era un producte sense valor comercial, afegint-hi cacau i sucre.
El juny del 1933 en van aparèixer les primeres ampolles i la producció es va aturar entre 1936 i 1950 a causa de la falta d'abastiment de cacau de qualitat entre la Guerra Civil espanyola i la postguerra de la Segona Guerra Mundial.

## Productes
El Cacaolat es comercialitzava inicialment en ampolles de vidre retornable, però els formats de venda i sabors s'han anat diversificant i es comercialitzen en packs de 3 tetrabricks de 200 ml, packs de 6 unitats d'ampolles de plàstic de 200 ml, ampolles de plàstic d'1 litre i el clàssic de vidre retornable de 200 ml.
A més del de cacau, que és el batut més consumit de la marca, també s'ha comercialitzat amb els sabors de vainilla i maduixa, així com en «cookies & vainilla», «cacau & cafè» i «noir», però aquests només en ampolles de plàstic de 200 ml. També n'hi ha sense sucres afegits, amb el nom de «Cacaolat 0%» (disponible en ampolles d'un 1 l i 200 ml i minibricks) i sense lactosa (només en minibricks). El 2017 es va llançar al mercat el batut sense llet «Cacaolat Veggie».